# ФК Јени Малатјаспор
ФК Јени Малатијаспор је основан 1986. године као Малатија Беледијеспор је професионални фудбалски клуб, са седиштем у Малатији, Турска. Клуб тренутно игра Другу лигу Турске и његове основне боје су жута, црна и црвена. Њихове оригиналне боје биле су наранџаста и зелена.

## Историја
Од 2016. године, председник организације био је Адил Геврик, а тренер је Ирфан Буз.

## Наступи у првенствима по годинама
- Суперлига: 2017–2022.
- Прва лига: 1999-00, 2015–2017.
- Друга лига: 1998–99, 2000–01, 2008–09, 2010–15.
- Трећа лига: 2007–08, 2009–10.
- Аматерска лига: 1986–98, 2001–07.

## Европска такмичења
| Сезона  | Такмичење        | Рунда    | Клуб             | Домаћин | Гост | Укупно |
| ------- | ---------------- | -------- | ---------------- | ------- | ---- | ------ |
| 2019–20 | УЕФА лига Европе | 2. рунда | Олимпија Љубљана | 2-2     | 1-0  | 3–2    |
| 2019–20 | УЕФА лига Европе | 3. рунда | Партизан         | 1-0     | 1-3  | 2–3    |

## Састав из 2019.
| Бр. |                    | Позиција | Играч            |
| --- | ------------------ | -------- | ---------------- |
| 2   | Нигерија           | О        | Сет Синчер       |
| 4   | Турска             | О        | Гохан Акан       |
| 5   | Турска             | С        | Фатих Ајдин      |
| 6   | Њемачка            | С        | Робин Јалчин     |
| 7   | Турска             | С        | Гохан Торе       |
| 8   | Холандија          | С        | Мурат Јилдирим   |
| 10  | Република Конго    | Н        | Тијеви Бифума    |
| 11  | Турска             | Н        | Ерен Тозлу       |
| 14  | Турска             | С        | Ахмет Илдиз      |
| 15  | Турска             | О        | Мустафа Акбаш    |
| 16  | Зимбабве           | О        | Тенаг Хадебе     |
| 17  | Турска             | Н        | Берк Јилдиз      |
| 18  | Северна Македонија | Н        | Адис Јаховић     |
| 20  | Холандија          | С        | Мичел Доналд     |
| 21  | Обала Слоноваче    | С        | Морике Фофана    |
| 22  | Турска             | Г        | Абдулсамед Дамлу |

| Бр. |         | Позиција | Играч          |
| --- | ------- | -------- | -------------- |
| 24  | Турска  | О        | Бариш Аличи    |
| 28  | Турска  | О        | Мурат Акча     |
| 29  | Мароко  | О        | Исам Чебаке    |
| 30  | Бенин   | Г        | Фабијан Фарнол |
| 35  | Турска  | Г        | Уфук Сејлан    |
| 39  | Турска  | С        | Еркан Каш      |
| 44  | Еквадор | О        | Артуро Мина    |
| 52  | Турска  | О        | Јигтан Гувељи  |
| 66  | Бразил  | С        | Гилхерме       |
| 76  | Турска  | С        | Озер Оздемир   |
| 77  | Турска  | С        | Рахман Чагиран |
| 87  | Сенегал | С        | Исијар Дија    |
| 89  | Турска  | С        | Хусеин Екичи   |
| 92  | Турска  | О        | Булент Чевахир |
| 98  | Турска  | С        | Беркан Дурду   |
| —   | Тунис   | С        | Гаилен Чалали  |

## Спољашњи извори
- Званични сајт Архивирано на веб-сајту  (20. јун 2017)
- Јени Малатијаспор на TFF.org